# Costa-ricanische Davis-Cup-Mannschaft
Die costa-ricanische Davis-Cup-Mannschaft ist die Tennisnationalmannschaft Costa Ricas.

## Geschichte
1990 nahm Costa Rica erstmals am Davis Cup teil. Das beste Resultat erreichte die Mannschaft bereits mehrfach mit dem Erreichen der Amerika-Gruppenzone I, wo sie bislang aber noch kein Spiel gewinnen konnte. Bester Spieler ist Ignaci Roca mit 32 Siegen bei insgesamt 50 Teilnahmen. Er ist damit gleichzeitig Rekordspieler seines Landes.